# Tadeusz Michaluk
Tadeusz Michaluk (ur. w 1938 we Lwowie) – polski malarz i grafik, projektant m.in. znaczków pocztowych i okładek książkowych.

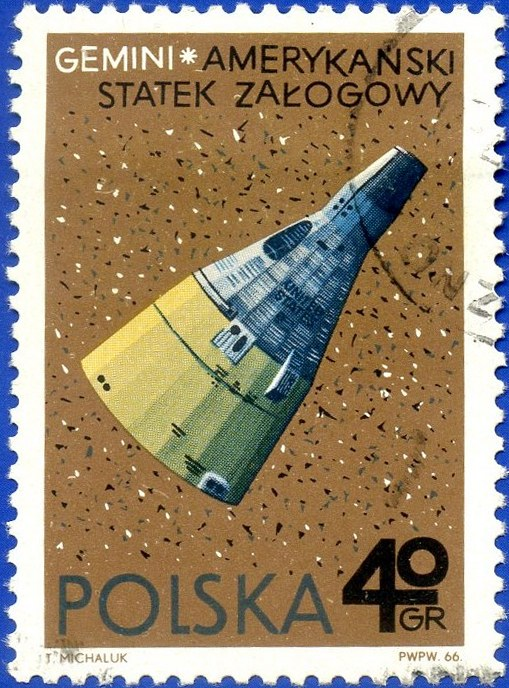
Znaczek pocztowy z serii Badanie kosmosu, proj. Tadeusz Michaluk, 1966

## Życiorys
Zaprojektował ok. 200 znaczków dla Poczty Polskiej, 1000 okładek książkowych oraz wiele plakatów reklamowych. Jego prace były nagradzane na konkursach międzynarodowych. Wystawiał swoje dzieła na kilkudziesięciu wystawach indywidualnych, m.in. w Sztokholmie i Paryżu. Na wystawie „Le Salon 87” w stolicy Francji zdobył srebrny medal. Kolekcja jego obrazów znajduje się w zbiorach Muzeum im. ks. Stanisława Staszica w Hrubieszowie.
Na początku lat 80. przebywał w Sztokholmie, a w 1985 na stałe zamieszkał we Francji.

## Wybrana twórczość

### Okładki książkowe
- Konic zabawy (obwoluta i okładka), aut. Kazimierz Orłoś, wyd. Czytelnik, 1965
- Jałowiec, aut. Ernest Bryll, wyd. Ludowa Spółdzielnia Wydawnicza, 1965
- Otwarte okno, aut. Andrzej Piwowarczyk, wyd. Iskry, 1968
- Przygody Tomka Sawyera, aut. Mark Twain, wyd. Iskry, 1968
- Ciemne drzewa (obwoluta i okładka), aut. Kazimierz Orłoś, wyd. Czytelnik, 1970
- Polonus w opałach, aut. Jerzy Krzysztoń, wyd. Wydawnictwa Radia i Telewizji, 1977

### Znaczki pocztowe
- II zespołowy lot kosmiczny (seria), 1963
- XIII Mistrzostwa Europy w Koszykówce Mężczyzn (seria), 1963
- XX-lecie PRL (seria), 1964
- III zespołowy lot kosmiczny (seria), 1964
- Badanie kosmosu (seria), 1964
- 20. rocznica wyzwolenia Warszawy, 1965
- Międzynarodowy Rok Spokojnego Słońca (seria), 1965
- Pięćdziesiąta rocznica śmierci Henryka Sienkiewicza, 1966
- Dzień Zwycięstwa 9 V 1945, 1966
- Badanie kosmosu (seria), 1966
- XX Wyścig Pokoju, 1967
- Kwiaty polne (seria), 1967
- Kwiaty (seria), 1968
- 75 lat ruchu filatelistycznego w Polsce (seria), 1968
- Igrzyska Olimpijskie Meksyk 1968 (seria), 1968
- XXV lat PRL (seria), 1969
- Miniatury w zbiorach Muzeum Narodowego (seria), 1970
- Zamki polskie (seria), 1971
- XXV Wyścig Pokoju, 1972
- Malarstwo polskie • Dzień Znaczka 1972 (seria), 1972
- Centrum Zdrowia Dziecka, 1972
- Uczeni polscy XIX i XX w. (seria), 1973
- 100 lat Światowego Związku Pocztowego, 1974
- Dzień Zwycięstwa, 1974
- Polski drzeworyt ludowy XVI w., 1974 i 1977
- Polacy w życiu Ameryki (seria), 1975
- Mistrzostwa Świata i Europy w hokeju na lodzie • Katowice 1976 (seria), 1976
- Międzynarodowa Wystawa Filatelistyczna • Interphil ’76, 1976
- Igrzyska Olimpijskie Montreal 76 (seria), 1976
- Aleksander Czekanowski 1833–1876, 1976
- 400 rocznica urodzin P. P. Rubensa (seria), 1977
- XXX Wyścig Pokoju, 1977
- XXXV-lecie Ludowego Wojska Polskiego (seria), 1978
- 400. rocznica ustanowienia Trybunału Konstytucyjnego w Piotrkowie Tybunalskim 1578–1978, 1979

## Nagrody i wyróżnienia
- 100 lat Światowego Związku Pocztowego – „Najładniejszy znaczek w 1974 roku” w plebiscycie pisma „Filatelista”[4]
- Srebrny medal na wystawie „Le Salon 87”, Paryż 1987